# Сејшели
Сејшели или Сејшелска Острва (сеј. Sesel), званично Република Сејшели (сеј. Repiblik Sesel, фр. République des Seychelles), острвска је држава у Индијском океану смештена неких 1.500 км источно од обала источне Африке и североисточно од острва Мадагаскара.
Чини је архипелаг од 115 острва у Индијском океану источно од обала Кеније и Танзаније. Главно острво је Махе на ком се налази главни град Викторија. Са нешто више од 90.000 становника, Сејшели су популационо најмања међу афричким државама. Независна су држава од 29. јуна 1976. и чланица британског Комонвелта. Главна привредна делатност је туризам.
У данашње време, Сејшели имају највиши номинални БДП по глави становника у Африци, изузев француских региона. Ова земља је међу малобројним у Африци са високим индексом људског развоја. Упркос новонасталом економском просперитету, сиромаштво је и даље широко распрострањено због високог нивоа економске неједнакости, једног од највиших на свету, и неравномерне дистрибуције богатства међу популацијом, чиме се увелико фаворизује виша и владајућа класа.

## Историја
Сејшели су били ненасељени током највећег дела своје историје. Неки научници претпостављају да су аустронежански поморци, а касније и малдивски и арапски трговци били први који су посетили ненасељене Сејшеле. Ова претпоставка је заснована на открићу гробова, видљивих до 1910. Први запис о острвима оставили су Португалци 1505. Пирати су користили ова острва као базу, све док их Краљевство Француске није окупирало 1756. и назвали их по француском министру финансија Жан Моро де Сешелу (Jean Moreau de Séchelles). Острва су пала под британску власт 1814. године.

### Независност
Сејшели су независност стекли 1976. као република у оквиру Комонвелта нација. Током 1970-их, Сејшели су били „место које треба видети, игралиште за филмске звезде и међународни џет сет”. Године 1977, државни удар Франс-Албер Ренеа свргнуо је са власти првог председника републике, Џејмса Манкама. Рене је одвратио превелику зависност од туризма и изјавио да жели „да задржи Сејшеле за Сејшелане”.

## Географија

### Положај
Површина државе износи 459 км². Сејшели се састоје од 115 острва у Индијском океану, од којих су 33 насељена.

### Геологија и рељеф
Централна острва Сејшелског архипелага су микроконтинентална и ослањају се на гранитну основу, што је јасно видљиво на неким од плажа. Остала острва, као Алдабра, највеће острво архипелага, су корална. Највиши врх је Морн Сешелоа надморске висине 905 метара на острву Махе.

### Воде
Највећи водни токови на острву Махе су Сен Луј, Рода, Рошон, Каскад, Анс Етоал и Салези. У периоду од 1959. до 1979. изграђене су три водоакумулације: Рошон и Каскад на истоименим рекама и Ла Гог на реци Анс Етоал. Производња воде у метрима кубним 2014. године на највећим сејшелским острвима је била 1 102 460 на Махеу, 107 460 на Пралену и 41 413 на острву Ла Диг.

### Флора и фауна
Сејшели су међу водећим државама у свету на тему заштите земљишта за угрожене врсте тако што се 42% територије налази под режимима заштите. Два добра на листи Светске баштине су острво Алдабра и Долина Ме на острву Прален. Три национална парка се налазе на острвима Махе (Морн Сешелоа), Прален и Силует. Поред ова три копнена национална парка постоји и шест морских националних паркова (Кириез, Бе Терне, Пор Лоне, Сент Ан, Силутет и острва Кокосово, Ла Фуш и Плат. Постоји седам природних резервата, четири специјална резервата и три рамсарска подручја. Вегетацију чине углавном тропске шуме, а присутна је и мангрова. Разноврсна је орнитофауна на острву и ихтиофауна у приобаљу. Међу ендемским биљним врстама најпознатији су морски кокос (Lodoicea maldivica) који има станиште на острвима Прален и Кириез, као и џелифиш (Medusagyne oppositifolia) са стаништем на острву Махе. Алдабранска џиновска корњача је специфична за ово подручје и представља ендемску врсту, а слична је корњачама које живе на острву Галапагос. На Сејшелима обитава велики број птица међу којима је 12 угрожених врста. Национални симбол је сејшелски црни папагај (Coracopsis barklyi). На Сејшелима такође живи 31 врста ракова, 6 врста жаба и 20 врста гуштера.

### Клима
Клима је равномерна иако прилично влажна, пошто су острва мала. Према Кепеновом систему се класификује као тропска кишна шума (Af). Температура мало варира током године. Температуре на Махеу варирају од 24 до 30 °C, а падавине су у опсегу 2.900 mm (114 in) годишње на Викторији до 3.600 mm (142 in) на планинским обронцима. Преципитација је донекле мање изражена на другим острвима.
Током најхладнијих месеци, јула и августа, просечна ниска температура је око 24 °C (75 °F). Југоисточни ветрови дувају редовно од маја до новембра, и ово је најугодније доба године. Врући месеци су од децембра до априла, са вишом влажношћу (80%). Најтоплији месеци су март и април, али температура ретко прелази 31 °C (88 °F). Већина острва лежи изван циклонског појаса, тако да су ветрови ретки.
| Клима Викторије (Сејшелски међународни аеродром)          | Клима Викторије (Сејшелски међународни аеродром) | Клима Викторије (Сејшелски међународни аеродром) | Клима Викторије (Сејшелски међународни аеродром) | Клима Викторије (Сејшелски међународни аеродром) | Клима Викторије (Сејшелски међународни аеродром) | Клима Викторије (Сејшелски међународни аеродром) | Клима Викторије (Сејшелски међународни аеродром) | Клима Викторије (Сејшелски међународни аеродром) | Клима Викторије (Сејшелски међународни аеродром) | Клима Викторије (Сејшелски међународни аеродром) | Клима Викторије (Сејшелски међународни аеродром) | Клима Викторије (Сејшелски међународни аеродром) | Клима Викторије (Сејшелски међународни аеродром) |
| Показатељ \ Месец                                         | .Јан.                                            | .Феб.                                            | .Мар.                                            | .Апр.                                            | .Мај.                                            | .Јун.                                            | .Јул.                                            | .Авг.                                            | .Сеп.                                            | .Окт.                                            | .Нов.                                            | .Дец.                                            | .Год.                                            |
| --------------------------------------------------------- | ------------------------------------------------ | ------------------------------------------------ | ------------------------------------------------ | ------------------------------------------------ | ------------------------------------------------ | ------------------------------------------------ | ------------------------------------------------ | ------------------------------------------------ | ------------------------------------------------ | ------------------------------------------------ | ------------------------------------------------ | ------------------------------------------------ | ------------------------------------------------ |
| Максимум, °C (°F)                                         | 29,8 (85,6)                                      | 30,4 (86,7)                                      | 31,0 (87,8)                                      | 31,4 (88,5)                                      | 30,5 (86,9)                                      | 29,1 (84,4)                                      | 28,3 (82,9)                                      | 28,4 (83,1)                                      | 29,1 (84,4)                                      | 29,6 (85,3)                                      | 30,1 (86,2)                                      | 30,0 (86)                                        | 29,8 (85,6)                                      |
| Просек, °C (°F)                                           | 26,8 (80,2)                                      | 27,3 (81,1)                                      | 27,8 (82)                                        | 28,0 (82,4)                                      | 27,7 (81,9)                                      | 26,6 (79,9)                                      | 25,8 (78,4)                                      | 25,9 (78,6)                                      | 26,4 (79,5)                                      | 26,7 (80,1)                                      | 26,8 (80,2)                                      | 26,7 (80,1)                                      | 26,9 (80,4)                                      |
| Минимум, °C (°F)                                          | 24,1 (75,4)                                      | 24,6 (76,3)                                      | 24,8 (76,6)                                      | 25,0 (77)                                        | 25,4 (77,7)                                      | 24,6 (76,3)                                      | 23,9 (75)                                        | 23,9 (75)                                        | 24,2 (75,6)                                      | 24,3 (75,7)                                      | 24,0 (75,2)                                      | 23,9 (75)                                        | 24,4 (75,9)                                      |
| Количина падавина, mm (in)                                | 379 (14,92)                                      | 262 (10,31)                                      | 167 (6,57)                                       | 177 (6,97)                                       | 124 (4,88)                                       | 63 (2,48)                                        | 80 (3,15)                                        | 97 (3,82)                                        | 121 (4,76)                                       | 206 (8,11)                                       | 215 (8,46)                                       | 281 (11,06)                                      | 2,172 (85,49)                                    |
| Дани са падавинама (≥ 1.0 mm)                             | 17                                               | 11                                               | 11                                               | 14                                               | 11                                               | 10                                               | 10                                               | 10                                               | 11                                               | 12                                               | 14                                               | 18                                               | 149                                              |
| Релативна влажност, %                                     | 82                                               | 80                                               | 79                                               | 80                                               | 79                                               | 79                                               | 80                                               | 79                                               | 78                                               | 79                                               | 80                                               | 82                                               | 79,8                                             |
| Сунчани сати — месечни просек                             | 153,3                                            | 175,5                                            | 210,5                                            | 227,8                                            | 252,8                                            | 232,0                                            | 230,5                                            | 230,7                                            | 227,7                                            | 220,7                                            | 195,7                                            | 170,5                                            | 2.527,7                                          |
| Извор #1: World Meteorological Organization               |                                                  |                                                  |                                                  |                                                  |                                                  |                                                  |                                                  |                                                  |                                                  |                                                  |                                                  |                                                  |                                                  |
| Извор #2: National Oceanic and Atmospheric Administration |                                                  |                                                  |                                                  |                                                  |                                                  |                                                  |                                                  |                                                  |                                                  |                                                  |                                                  |                                                  |                                                  |

## Административна подела
Сејшели су подељени у 26 административних подручја:
- Анс Боало
- Анс Етоал
- Анс о Кап
- Анс о Пен
- Анс Роајал
- Бе Лазар
- Бе Сант Ан (Прален)
- Бел Ер
- Бел Омбр
- Бо Валон
- Гласи
- Гранд Анс (Махе)
- Гранд Анс (Прален)
- Инглиш Ривер
- Каскад
- Ла Диг енд Инер Ајландс
- Ле Мамел
- Мон Бикстон
- Мон Флери
- Персеверанс
- Плезанс
- Поант ла Ри
- Пор Гло
- Рош Кајман
- Сен Луј
- Такамака

## Становништво
Сејшели немају домородачко становништво. Сви острвљани су потомци дошљака: Француза, Африканаца, Индијаца и Кинеза. Велика већина њих припада хришћанској религији, највише римокатоличкој.

## Привреда
Туризам је главни извор прихода за становнике Сејшела, који спадају међу богатије афричке државе.

## Галерија
- Викторија
- лука Викторија
- острво Махе
- Анс Лазио (Прален)
- острво Махе
- острво Махе
- кокос (Прален)
- велике корњаче (Dipsochelys Hololissa), на острву Кузин